# شادية بسيسو
شادية بسيسو (20 يونيو 1986)، هي مقدمة برامج تلفزيونية أردنية ولاعبة جيو جيتسو ومصارعة محترفة. في أكتوبر 2017، أصبحت بسيسو أول مصارعة عربية من الشرق الأوسط توقع عقدًا مع دبليو دبليو إي، أكبر شركة مصارعة في العالم.

## حياتها
ولدت شادية في 20 يونيو 1986 في عمان، الأردن. حصلت على درجة البكالوريوس في إدارة الأعمال من الجامعة الأمريكية في بيروت. بدأت حياتها المهنية كمقدمة برامج تلفزيونية وفنانة صوتية لمجموعة إعلامية مقرها دبي. شقيقتها عريفة بسيسو هي أيضًا بطلة ملاكمة في الأردن. تنافست بسيسو في بطولة أبوظبي العالمية للمحترفين 2014 حيث حصلت على الميدالية الفضية في فئة وزنها والميدالية البرونزية بشكل عام.